# Glypta gainesiana
Glypta gainesiana là một loài tò vò trong họ Ichneumonidae.